# Джони Серво-Гавен
Джони Серво-Гавен (на френски: Johnny Servoz-Gavin) е бивш пилот от Формула 1. Роден на 18 януари 1942 година в Гренобъл, Франция.

## Формула 1
Джони Серво-Гавен прави своя дебют във Формула 1 в Голямата награда на Монако през 1967 година. В световния шампионат записва 13 състезания като записва 9 точки и един път се качва на подиума. Състезава се с отборите на Матра, Купър и Тирел.